# José Royo Salvador
José Royo Salvador (València, 30 de juliol de 1821 - Llombai, 1910) fou un polític valencià.
Els seus pares eren llauradors i el seu pare, Mariano Royo Aznar, es va establir a València i va assolir una bona fortuna amb una fàbrica de rajoles a Manises, un magatzem de ploms i el comerç de farines i grans.
Estudià dret a la Universitat de València i treballà com a dipositari de l'ajuntament de València de 1865 a 1869, càrrec que heretà del seu pare i del que fou desposseït en no voler jurar la nova Constitució Espanyola de 1869. Aleshores es posà de part dels carlins, i amb el seu partit fou elegit diputat per Morella a les eleccions generals espanyoles de 1871 i abril de 1872. No arribà a ocupar els escons a causa del fet que es va exiliar a Pau a causa de la defensa de l'estratègia insurreccional carlina. A l'exili fou secretari particular del pretendent Carles VII i quan tornà a València es posà de part de Cándido Nocedal i la seva escissió (Partit Integrista), de la qual fou el principal cap al País Valencià fins a la seva mort. El 1890 fou nomenat president de l'Associació de Catòlics de València.

## Obres
- Las veladas de Benicasim